# Nanochromis splendens
Nanochromis splendens är en fiskart som beskrevs av Roberts och Stewart, 1976. Nanochromis splendens ingår i släktet Nanochromis och familjen Cichlidae. IUCN kategoriserar arten globalt som sårbar. Inga underarter finns listade i Catalogue of Life.